# Јутрос ми је ружа процветала
Јутрос ми је ружа процветала је позната српска песма, за коју је текст и музику написао Петар Танасијевић.
Написана је 1959. године, а 1960. године снимила ју је Милица Поповић Милутиновић. Осим ње, ову песму снимиле су и Снежана Ђуришић, Гоца Стојићевић, Лепа Лукић, Лепа Брена, Амира Медуњанин, група МУП монопол..., а најпопуларнија је у изведби Мериме Његомир. Једна је од најпопуларнијих песама на простору бивше Југославије.

## Текст песме
Јутрос ми је ружа процветала

ружу гледам, па сам заплакала

ружо моја, младост сам ти дала

својом сам те сузом заливала

Кол'ко сам те пута пољубила

још пупољак млади док си била

испијала росу с твојих грана

место усне мојега драгана

Мој је драги отиш'о одавно

ја га чекам већ годину равно

ружу гледам, на те мислим драги

на те усне, на твој поглед благи